# 日産・ティアナ
ティアナ（TEANA）は、日産自動車が製造・発売していた大型高級セダン。日本国内向けモデルの生産は日産自動車九州（所在地・福岡県京都郡苅田町）が担当していた。

## 概要
2003年（平成15年）2月3日に登場した高級大型セダン。日産の（特にアジア・オセアニア圏における）世界戦略車としての使命を与えられているため、セフィーロ同様世界各国で販売されている。日本のほか中国、タイ、台湾、インドなどでは「ティアナ」、香港、シンガポールなどでは「セフィーロ」（初代のみ。2代目以降はティアナに変更）、またオーストラリアとニュージーランドではJ31とJ32型が「マキシマ」、L33型が「アルティマ」と仕向け地により異なるネーミングで販売されている。また、韓国のルノーサムスンでは初代が「SM7」「SM5」として同社釜山工場でライセンス生産された。
当初、国内仕様を含めその多くは基本的に日産九州工場で行われていたが、その後徐々に海外生産分が増え、2016年（平成28年）10月現在において台湾（裕隆日産汽車）やイラン（パルス・ホドロ）ではJ32型が継続生産・販売され、中華人民共和国（東風汽車有限公司）、タイ（タイ日産）ではL33型が生産されていた。尚、香港/マカオ分やオセアニア分はタイからの輸入である。また、2代目・J32型はロシア（日産ロシア製造会社）でも製造されていた。
初代は割安な価格や後述の特徴などもあって、日本のみならず世界各地で販売された。ただし欧州では販売されておらず、米国では同じプラットフォームを使用したアルティマ（のちに、L33型としてティアナと合流）やマキシマが販売されている。

## 初代 J31型（2003年 - 2008年）
2003年2月3日、ローレル、セフィーロのマーケットを継承するモデルとして登場。型式は3代目マキシマ（J30）を受け継ぐJ31が与えられた。キャッチコピーは「クルマにモダンリビングの考え方。」、SHIFT_ワードは「SHIFT_interior」。
キャッチコピーの通り、モダニズムの思想によるデザインを取り入れたインテリアが特徴で、オットマンシートが装備された。日本国内の年間目標販売台数は2万5,000台。価格もこのクラスとしては比較的廉価であった。日本国内のみならず、アジア・オセアニア地域を中心に世界40カ国以上で販売され年間目標は10万台。最終的に世界でトータルで40万台近くを売り上げ、そのうちの16万台がメインマーケットの中国市場で販売された。
アッパーミドルクラスに属する在来モデルを俯瞰すると、セフィーロは広くて実用的だったが高級感がなく、ローレルは高級感はあったが室内が狭かったため、これら2車に代わる高級セダンという位置づけで開発された。
前身のひとつであるセフィーロ同様に日産のFFセダンとしては最上位の位置づけではあるが、ヘッドライトやテールライト、フロントグリルを大作りとしながらも、安易な威圧志向を抑えたシンプルなモダンデザインに徹しており、実際のサイズ以上に大きく見え、かつ洗練された印象のスタイルとなった。
安全性についても全車にEBDつきABS、前席SRSエアバッグ、サイドエアバッグ、前席アクティブヘッドレスト等を標準装備としたほか、オプションでカーテンシールドエアバッグ、VDC（3.5Lは標準装備）、キセノンヘッドランプを採用。また、日産のセダンでは初めて「インテリジェントキー」を設定した。
V6 2.3Lの「VQ23DE」エンジン搭載車は、セフィーロで登場以来評価の高いV型6気筒・VQエンジンを採用しながらも、直列4気筒エンジン搭載が一般的なライバル車と同等の価格設定とされたことが強みであった。なおかつ、この2.3Lエンジンについては量販モデルとしての位置付けからレギュラーガソリン仕様となっていたことも特徴である。一方、上級志向のオーナー向けに強大なトルクとパワーが特徴で、Z33型フェアレディZと同型の3.5L「VQ35DE」エンジンを搭載したモデル（型式：PJ31）が用意された。なお、ティアナ用のVQ35DEは最大トルクこそ34.0kgmと、フェアレディZのそれより3.0kgm小さいが、発生回転数は2,000rpm低い2,800rpmである。このほか、積雪地等の需要に配慮した4輪駆動モデル（型式：TNJ31）も用意されたが、4輪駆動モデルはスペースとパワートレーンの制約、そして価格の面でV6ではなく2.5L・4気筒の「QR25DE」を採用することになった。また、日本国外市場では2L・4気筒の廉価モデルも設定された。トランスミッションは6速マニュアルモード付きCVT「エクストロニックCVT-M6」（3.5Lエンジン）または電子制御4速オートマチック「E-ATx」（2.3/2.5Lエンジン）を採用。セフィーロに存在したMTの設定はなかった。
この車のコンセプトとなった「モダンリビングコンセプト」は後に発売されるティーダや2代目ブルーバードシルフィに継承された。特にブルーバードシルフィは、文字どおり「コンパクト・ティアナ」とでも称すべきデザインモチーフが全体に用いられている。
警察の機動捜査用覆面パトカーや一部県警の高速パトカー、警護車としても導入されている。

### 年表
- 2003年
  - 2月3日 - 発売。「モダンリビング」というコンセプトを掲げて登場。助手席にはセダンとしては珍しくパワーオットマンをグレードに応じて採用した。インテリアはボディカラー計6色にあわせて発注時に「カシミア（ベージュ系）」「アガート（青系）」「フランネル（黒系）」から選択できた。
  - 10月22日 - オーテックジャパンの手による特別仕様車「AXIS（アクシス）」を追加。
  - 11月 - 日本カー・オブ・ザ・イヤー特別賞「Best Value」を受賞。近年の自動車には希有な、洗練されたデザインも評価を受けている。
- 2004年
  - 6月 - 北京モーターショーにて中華人民共和国向け仕様（漢字表記は天籟（Tian Lai）、籟は竹冠に頼）を披露し、予約注文開始。搭載するエンジンはV型6気筒 3.5L。生産拠点は日産自動車と東風汽車との合弁会社である東風汽車有限公司の湖北省襄樊（ジョハン）乗用車工場。なお、フロントグリルは2005年12月のマイナーチェンジ時と同じものを装着し、エア・マッサージシートなども設定された。
  - 6月16日 - 一部改良。「350JK」ならびに「230JK Fコレクション」が廃止され、3,500ccの廉価グレードの350JKが廃止された代わりに、350JMではそれまでメーカーオプション扱いであったカーナビゲーションシステム、インテリジェントキー等に加え、新たに設定されたリヤ電動サンシェードなどが標準装備となって前期型より5万円値上げされているものの、他のグレードでオプション装着すると合計で30万円以上の追加内容であり実質上の値下げとも言える内容である（ただし、オーディオについてはサブウーファー内蔵・7スピーカーの「ティアナホログラフィックサウンドシステム」から6スピーカーの「ティアナスーパーサウンドシステム」にグレードダウン）。JM系には新たに木目調/本皮革コンビネーションステアリングが標準装備となり、アルミホイールがハイラスター塗装となった。またJM、JK P-コレクションIIグレードにプラズマクラスターイオンエアコンが標準装備された。本革シートはAXISに標準、JM系にオプション設定される。外装色はボルドーレッドが廃止され、入れ替わりにトワイライトグレーが投入された。
  - 7月 - タイでの販売を開始。同国向け車両およびシンガポール、台湾向けモデルには2L QR20DE型エンジンを搭載するモデルも存在する。
  - 12月 - 韓国でティアナをベースとした新型車「ルノーサムスン・SM7」を発表。
- 2005年
  - 1月19日 -「230JK P-コレクション」、「250JK FOUR P-コレクション」を追加。それぞれ「230JK」と「250JK FOUR」をベースに、パールスエードクロスインテリアや、運転席パワーシート、後席脱着式ヘッドレスト、大型リヤセンターアームレストなどが装備された。
  - 2月 - セフィーロの名前でパキスタンへ輸出開始。また、同月には韓国でティアナをベースとした2代目「ルノーサムスン・SM5」が発表された。
  - 12月27日 - マイナーチェンジ。フロントグリルなどフロントを中心にエクステリアの変更。インテリアは「カシミア」「アガート」「フランネル」の選択制から車体色不問の「ワイマラナー（茶系、同名の犬の毛色からヒントを得ている）」「サンドベージュ」「ブラック」の選択制に変更された。前後バンパーが若干大型化され全長が4,800mm（350JMとAXISのリヤバンパーは輸出用を採用するため全長が4,850mm）となった。また、ファインビジョンメーターがアンバーから白基調になり、JM系はインテリア側のドアグリップが大型化され、間接照明が追加された。プラズマクラスターイオンエアコンはJK系でオプション設定となる[注釈 5]。インテリジェントキーのリモコンはカード型からキーホルダー型に変更され、アルミホイールのデザインも16、17インチともに変更された。ヘッドランプにはプロジェクター式を採用し、キセノンヘッドランプ装着車にはセットでアクティブAFSが備わるようになった。リヤコンビネーションレンズについてもブレーキランプ部分にLEDを採用した新意匠のものが与えられた。標準装備ないしメーカーオプションのDVDナビゲーションシステムはBluetooth機能が備わり、ボタンのレイアウトも若干変更されている。そして、前期の後半よりJM系に設定されていた本革シートの設定が廃止された（オーテックジャパン扱いのAXISの本革シートは継続）。
- 2006年
  - 4月27日 -「230JM モダンコレクション」を発売。「230JM」をベースに、リヤ電動サンシェードとクロームカラーコート17インチアルミホイールが装備された。内装色は「ワイマラナー」のみ。
  - 12月 - オートカラーアウォード2007で「ミスティグリーン(TPM) / ワイマラナー」がグランプリ賞を受賞。
  - 12月19日 -「230JK P-コレクションII」、「250JK FOUR P-コレクションII」を発売。それぞれ「230JK」、「250JK FOUR」をベースに、運転席パワーシートなどが装備された。
- 2007年
  - 4月19日 - インドでの販売を開始。
  - 7月3日 -「230JK M-Collection クールモダン」、「350JM クールモダン」を発売。フィニッシャーなどが標準車の木目調からメタル調に変更され、クロームカラーコート17インチアルミホイールや濃色グレーの専用フロントグリル、カラードアンダープロテクターなどが装備された。
  - 11月20日 - 特別仕様車「230JK ナビコレクション」および「250JK FOUR ナビコレクション」発売。DVD方式のカーウイングスナビゲーションシステムやインテリジェントキーなどが装備された。

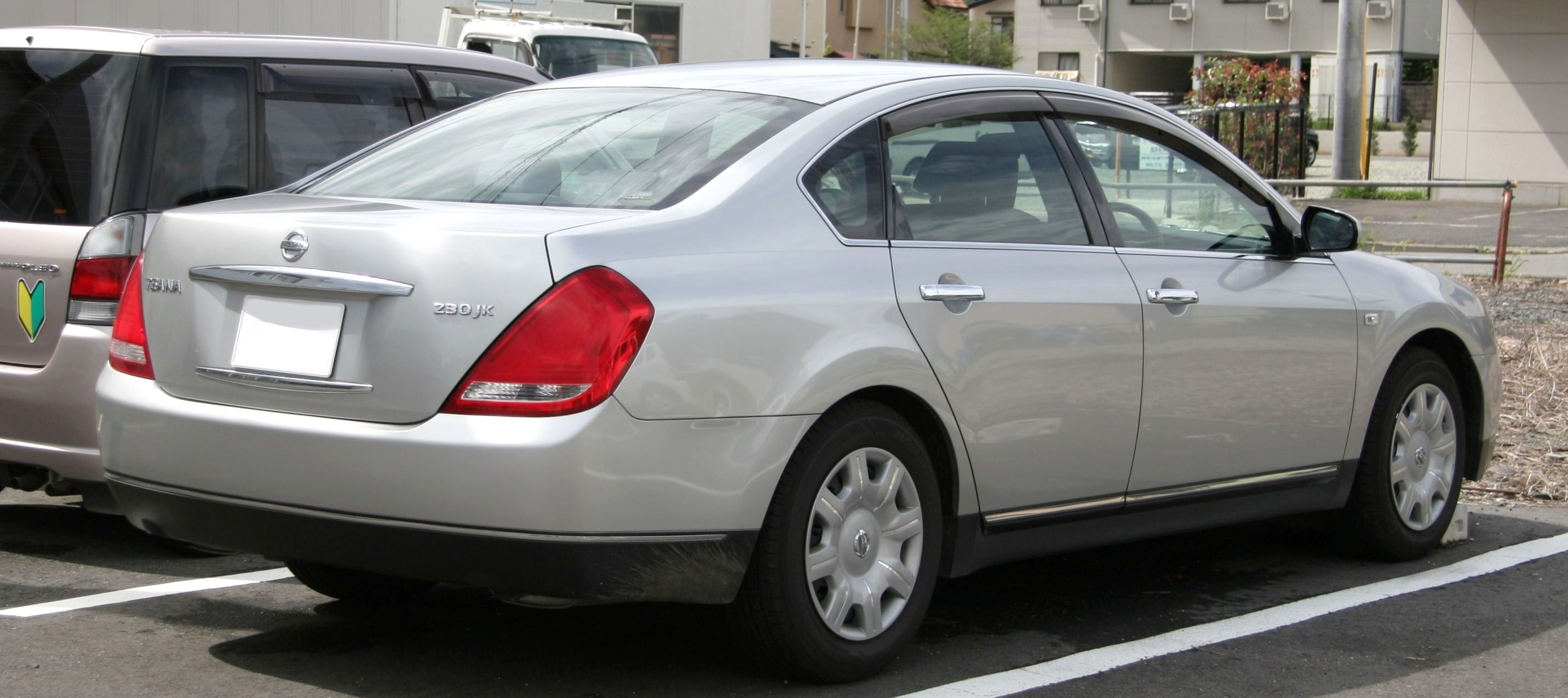
リア（前期型）
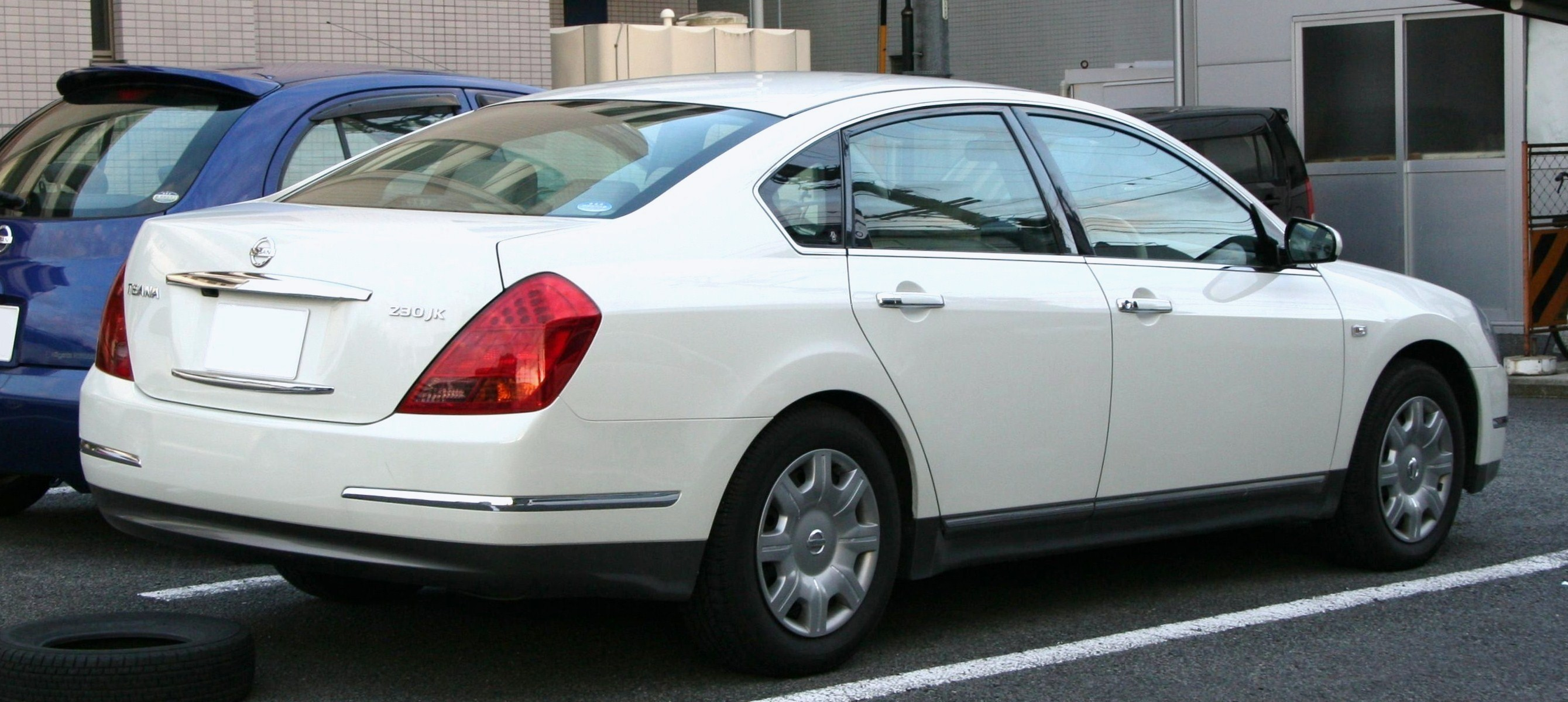
リア（後期型）
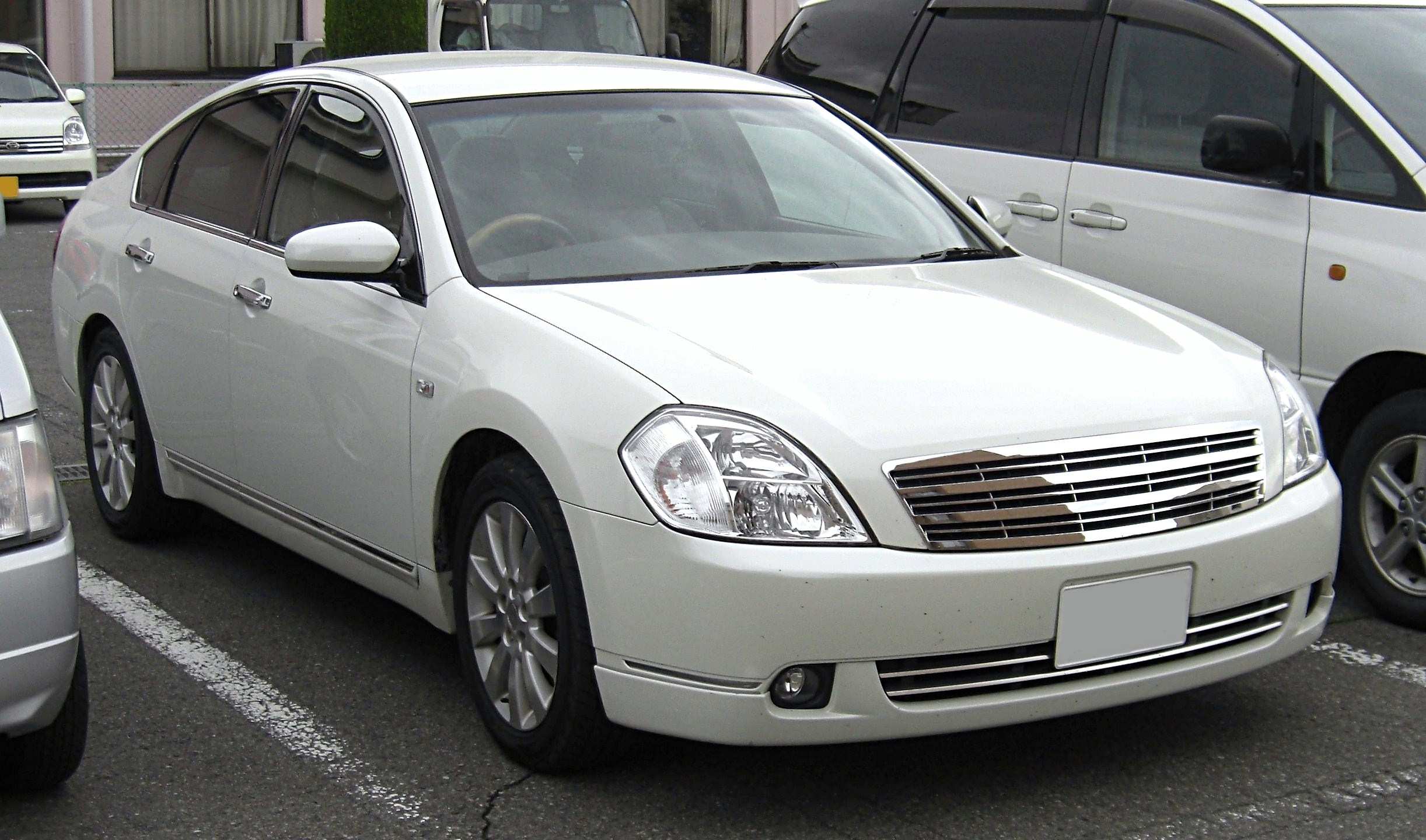
アクシス（前期型）
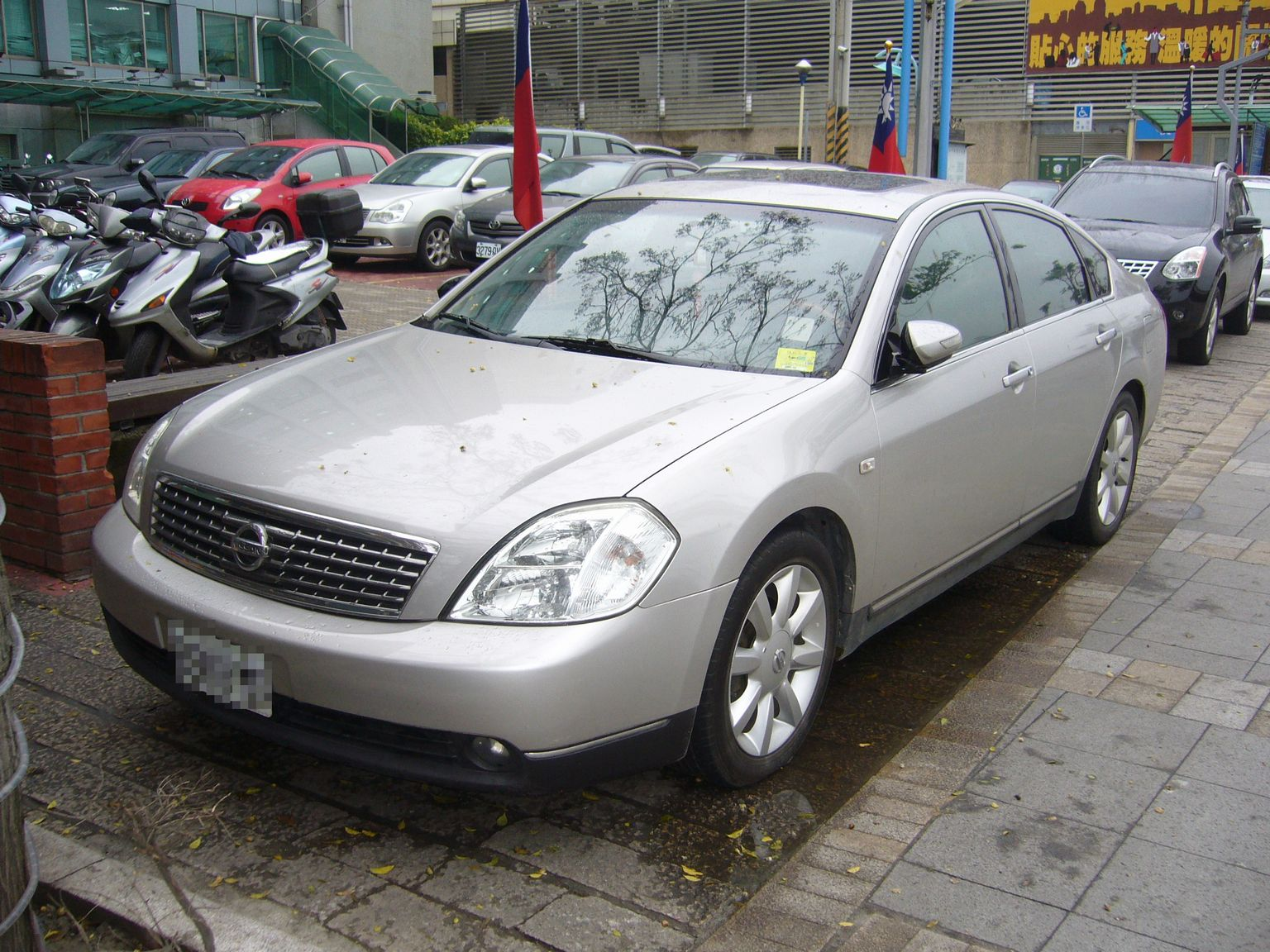
台湾仕様（前期型）
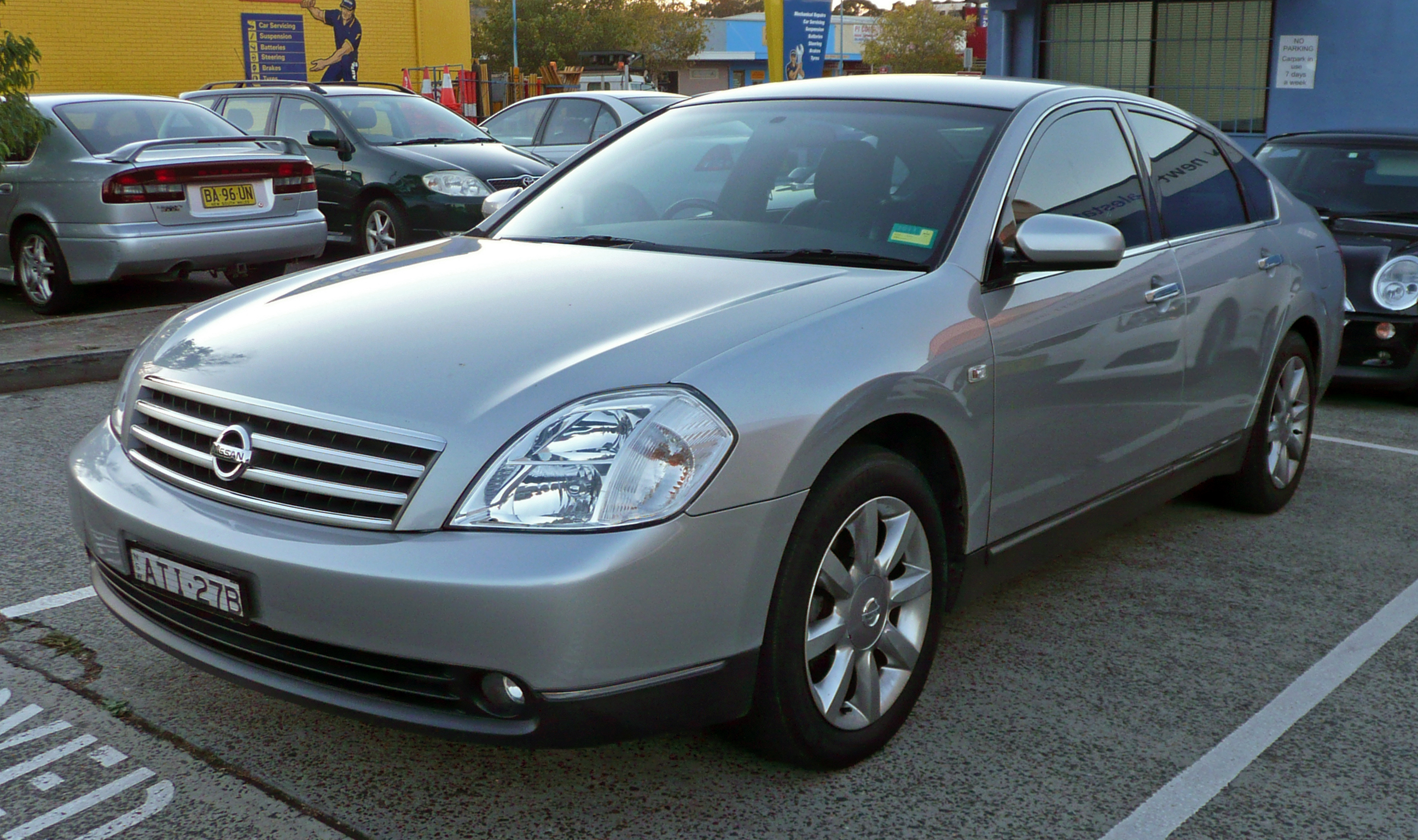
マキシマ（オセアニア向け）
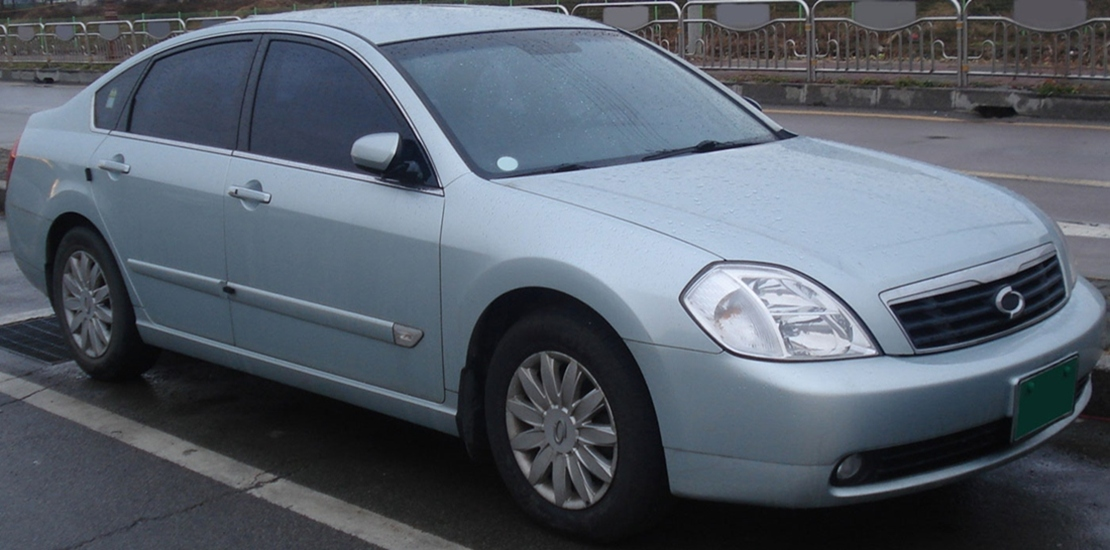
ライセンス生産のルノーサムスン・SM5（前期）
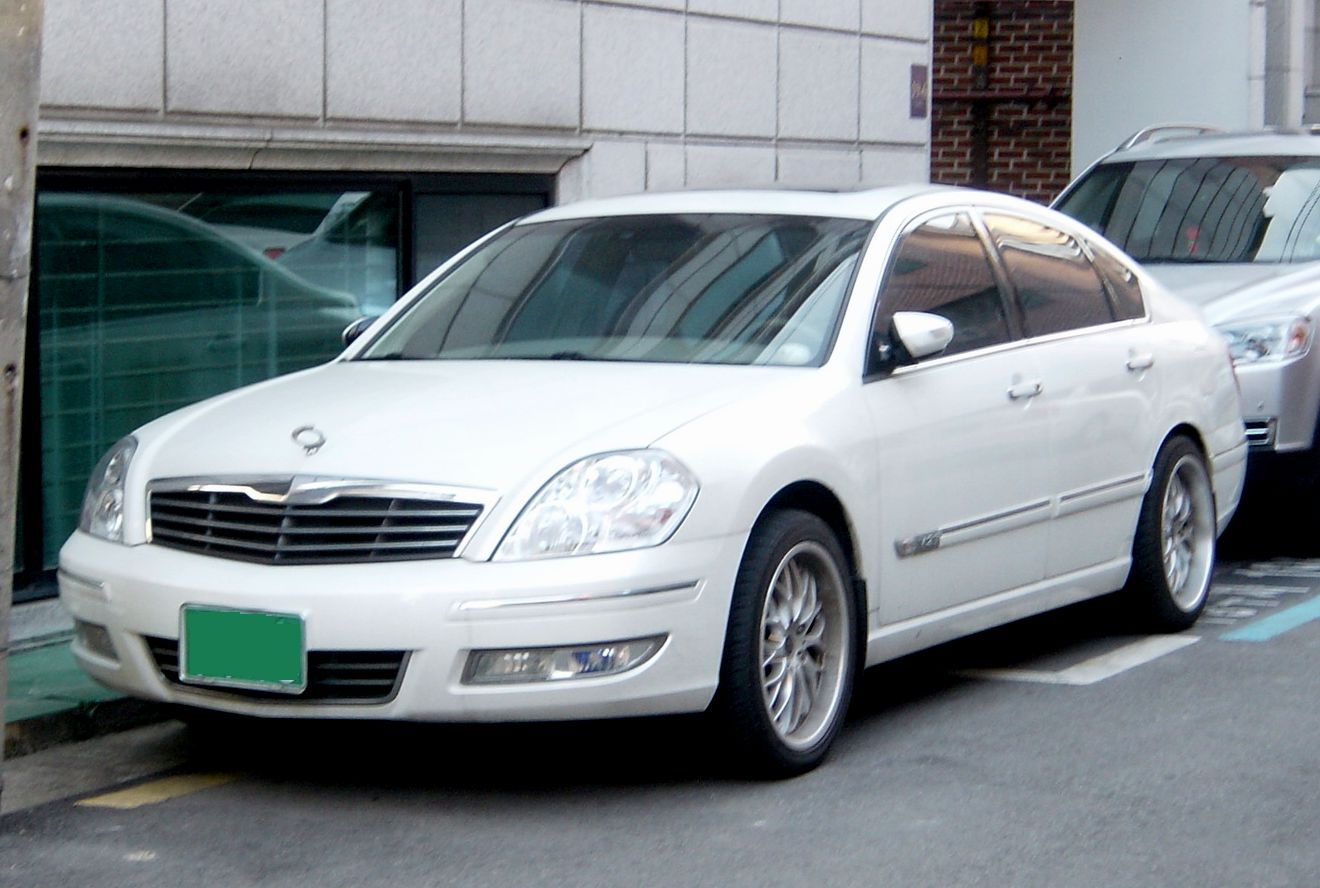
ライセンス生産のルノーサムスン・SM7（前期）
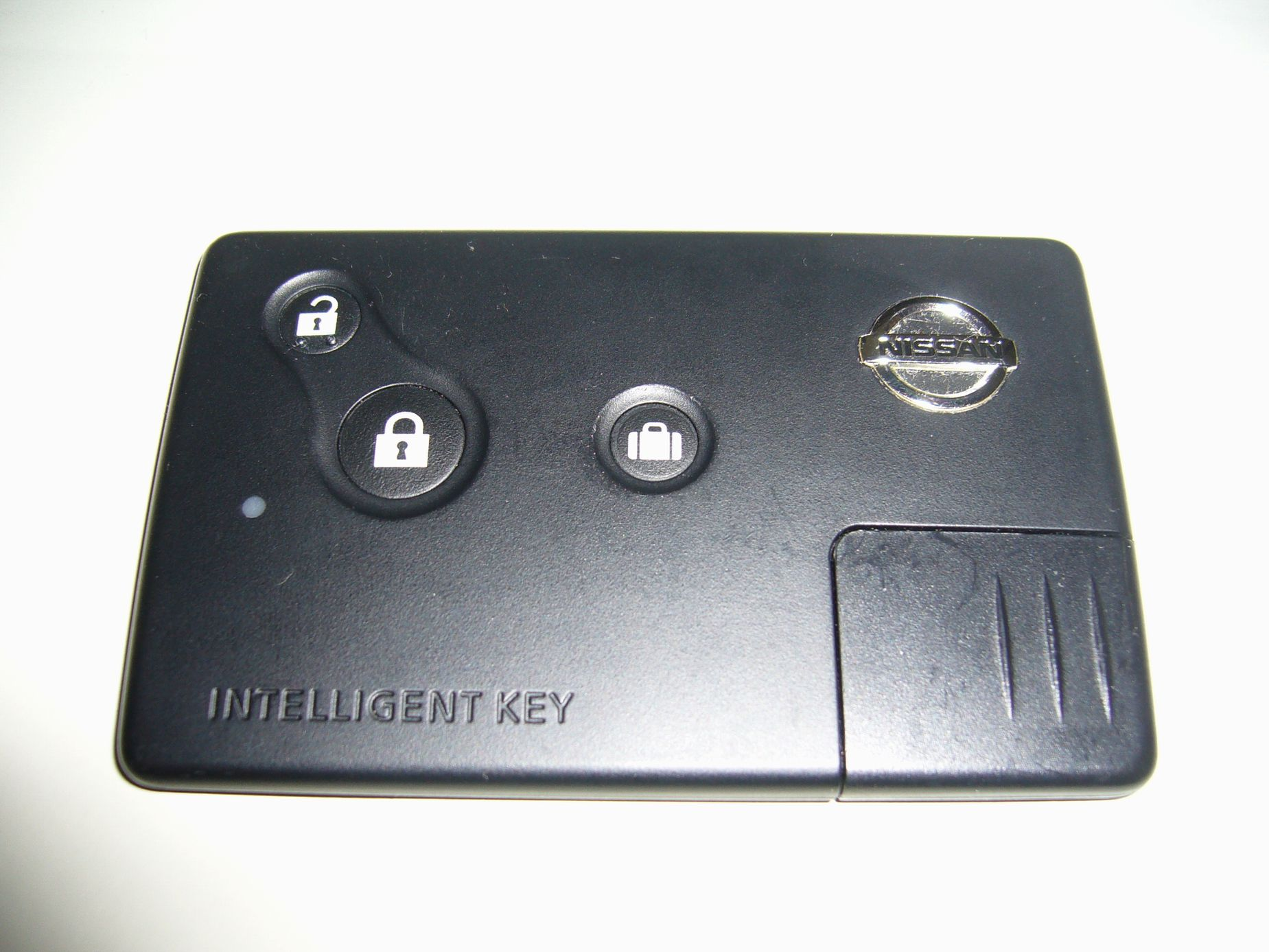
インテリジェントキー本体（前期型用）

## 2代目 J32型（2008年 - 2014年、台湾仕様: 2009年 - 2018年）
プラットフォームをアルティマやマキシマなどと共通のDプラットフォームに変更し、足回りについては、リバウンドスプリング内蔵ショックアブソーバーを取り付けた新開発のフロントストラットサスペンションとリアマルチリンクサスペンションにより、先代よりも衝撃吸収性や静粛性を高め、優れた乗り味を実現した。また、Dプラットフォームの採用によりエンジン搭載位置を30mm下げることで、トルクステアを完全に解消した。
特に旧モデルと比較した場合、フロント横曲げ剛性が85%、捩り剛性が40%向上し、セダンとしては世界的に見てもトップレベルの剛性を実現した。さらに、静粛性についてはボディの気密性を向上することにより、先代モデルから室内騒音の2dB以上の低減を実現した。さらに、ドアミラー周辺の風切り音の小ささについてはクラストップとした。
トランスミッションは全車新開発のアダプティブコントロールつきのエクストロニックCVTに進化し、先代ではVQ23DE型エンジンが搭載されていたが、新型では排気量アップされたVQ25DE型（185ps/23.7kg·m）が搭載されている。エンジン形式はA32型セフィーロに搭載されていたものと同じであるが、基本設計以外は新設計となっている。新型のVQ25DEエンジンは、先代のVQ23DEエンジンと同様に使用燃料をレギュラーガソリンとすることで経済性にも配慮されている。4速ATが採用されていた先代J31型2,300ccと比較して、新型となったJ32型2,500ccではエクストロニックCVTを採用しており、動力性能の向上と実用燃費の向上が図られている。
初代ではDVD方式が採用されていたナビゲーションシステムは、新型ではHDD方式が採用されており、加えてメーカーオプションでBOSEサラウンドサウンドシステムも設定された。また、先代では日本市場向けはメーカーオプションも含めサンルーフが用意されなかったが、今回は大型のスタイリッシュガラスサンルーフが用意された。機構としては前・後席それぞれの天井部分に（中央に向かって）電動で開閉できるシェードつきの空間があり、その上部に前後2分割された大型ガラスルーフが搭載されているというものである。ガラスルーフのフロント部分は電動アウタースライド式のため、室内のヘッドクリアランスを損なわずにすむという利点がある。
グレード表記に関してはフルモデルチェンジを機に「JK」、「JM」から「XE」、「XL」、「XV」へと変わっている。先代で好評だったオーテックジャパン特装車の「AXIS」はこのモデルでも用意される。　
プレジデント、フーガ、エクストレイルに採用されているスクラッチシールドが全ボディカラーに採用され、インテリア色もボディーカラーにかかわらずブラックとシルキーエクリュ（ベージュ系）から選択可能である。
香港仕様ではセフィーロとして販売されていたが、このモデルからは同じティアナとなった。
なお、2代目のルノーサムスンSM7（L47型）は当モデルをベースに開発されている。
日本国内仕様は2012年末で3.5Lモデルが消滅、その後は2.5Lモデルのみが販売されていた。
台湾においては、他国が製造・販売を終了した後も、2018年まで製造・販売を続けていた。

### エクステリア
エクステリアは先代であるJ31型の良さを残しつつも、平面的であった先代型から2007年の第40回東京モーターショーに出品されたインティマをモチーフに曲線を多用したものとなった。また、先代は最近の高級車としては異例とも言える威圧感の薄いフロントマスクが特徴であったが、この代でやや押し出し感を強くしているのは、中国市場などから「高級車に見えない」という声があったためという。ただし、日産が中国で行った調査では「派手さ」よりも「バランスの取れた雰囲気」が好まれることが判明し、それに即した設計を行った。
また、テールライトには新たにLED式のものが採用されたが、一目でティアナと分かるように、「コ」の字型のLED配列となった。

### インテリア
インテリアについても先代の「モダンリビング」のコンセプトを踏襲しながらも、エクステリアと同様により曲面的なデザインへと変更された。先代で好評だった助手席パワーオットマンも継続採用されている。また先代ではシートのデザインにより座り心地を犠牲にしていた面があったが、今回のモデルチェンジにより改善された。
ホイールベースは先代モデルと同一であるため室内空間はあまり変化していないが、フロントシート下の足入れ性の向上が行われたため、居住性は向上している。また、助手席についてはオットマンの使用を前提として設計されたために広く、さらに前席が大型化されたためこちらも居住性を向上した。しかしながら後席のヒップポイントを前席よりも20mm高くすることで後部座席の居住性を犠牲にすることを防いだ。このモデルから車内電源は装備されなくなった。
また、前後席水平距離（タンデムディスタンス）はクラス最高とし、ヘッドルームについてはフロント40mm、リア10mmの向上が図られた。

### 年表
- 2008年
  - 4月 - 北京モーターショーで初公開。なお、中国仕様車は「ティアナ」（天籁、2.0Lと2.5L）と「ティアナセドリック」（天籁公爵、2.5Lと3.5L）の2系統が用意され、後者には豪華さを強調する専用の外観部品やBOSE製オーディオなどが装着される[4]。尚、後者のサブネームはかつて日産が販売していた高級車「セドリック」にちなむ。
  - 6月2日 - 発表・発売。月間目標販売台数は1,000台と発表されている。
  - 12月19日 - 仕様向上。運転席・助手席SRSサイドエアバッグシステム、SRSカーテンエアバッグシステムを全車標準装備化し、XVにバイキセノンヘッドランプ+アクティブAFSを装着するなど安全装備の充実を図り、同時に4WD全車に寒冷地仕様を、カーウイングスナビゲーションシステム装着車にETCユニットを標準装備化した。
- 2009年8月18日 - 仕様向上。HDD方式のカーウイングスナビゲーションシステムに地図更新システムを装備。このHDDナビは、12セグ・ワンセグ自動切換機能付の地上デジタルチューナーを内蔵しているほか、iPodなどのポータブルミュージックプレイヤーをUSBで接続でき、お気に入りの音楽を車内でも楽しめるように設計されている。オーテックジャパンのアクシスも同様に仕様が向上した。同時にオーテックジャパンのカスタマイズによる特別仕様車「250XL / 同FOUR プレミアムセレクション」を発売。運転席及び助手席側のシートが、乗降時に座面が30mm上がり、9度外側を向く「おもてなしシート」を装備。本革シートパッケージも用意される。
- 2010年
  - 7月26日 - 一部改良。VQ25DEエンジンにおいて排出ガス性能と燃費を向上。これにより、「平成17年基準排出ガス75%低減レベル（☆☆☆☆）」認定を取得するとともに、「250XV」およびオプション装着により車両重量が1,520kgを超える「250XL」は「平成22年度燃費基準+15%」を達成した。同時に、「250XE」・「250XL」・「250XV」にはVDCを標準装備した。オーテックジャパン扱いの「アクシス」・「プレミアムセレクション」も一部改良。特に「アクシス」はベース車の改良に加え、インテリジェントエアコンシステムと後席エアコン吹き出し口を全車標準装備化された。
  - 11月11日 - J32型ティアナをベースとした、5代目光岡・ガリューが発表される。
- 2012年
  - 6月27日 - マイナーチェンジ。外装ではアルミホイール[注釈 8]やリアコンビランプのデザインを変更し、ボディカラーの入れ替え（ルナブルー→スチールブルー、ホワイトパール→ブリリアントホワイトパールに変更。残4色は継続）を行った。内装ではメーターデザインやスイッチ類の色を変更し、車両情報ディスプレイなどに白色照明を採用。ブラック内装仕様車ではインパネやセンターコンソールなどの木目調を変更した。併せて、「250XL」をベースに、ダーククロームの専用フロントグリル、専用17インチアルミホイール[注釈 9]、ブルーステッチを施した専用インテリア、リアスポイラー、サイドシルプロテクターなどを装備した「250XL スポーティーセレクション」を新設。オーテックジャパン扱いの「アクシス」・「プレミアムセレクション」も併せてマイナーチェンジした。
  - 12月末 - 3.5Lモデルを廃止。

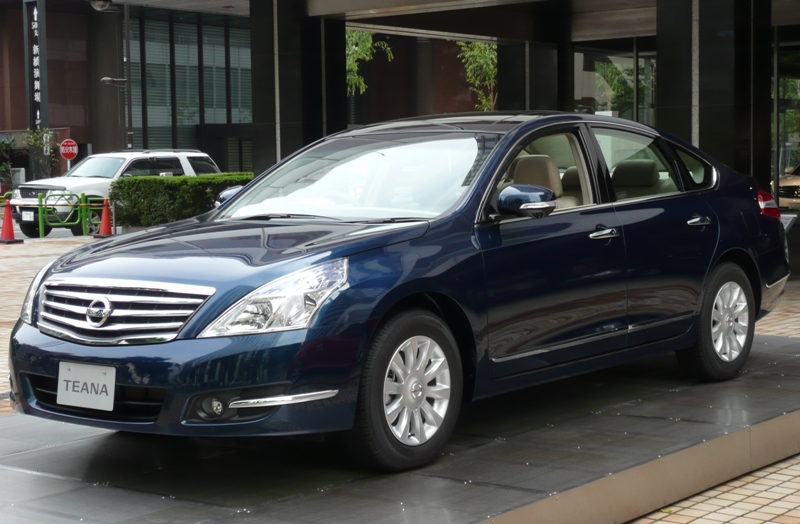
前期型 フロント
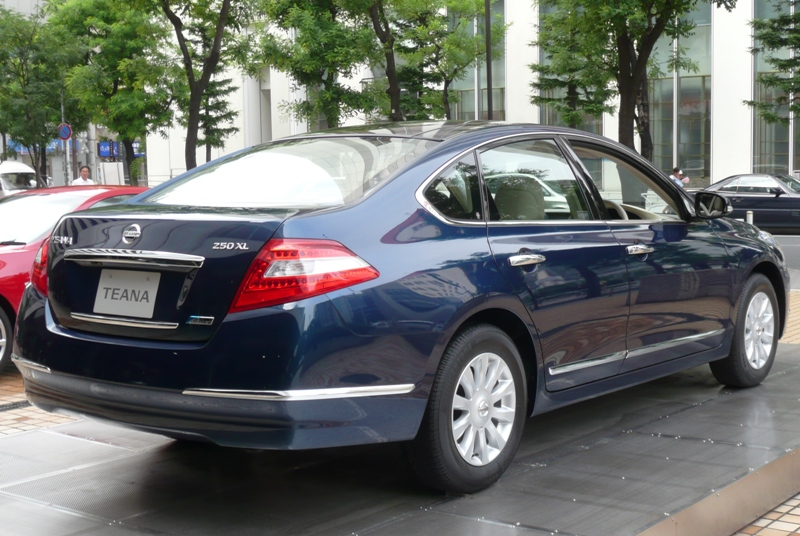
前期型 リヤ
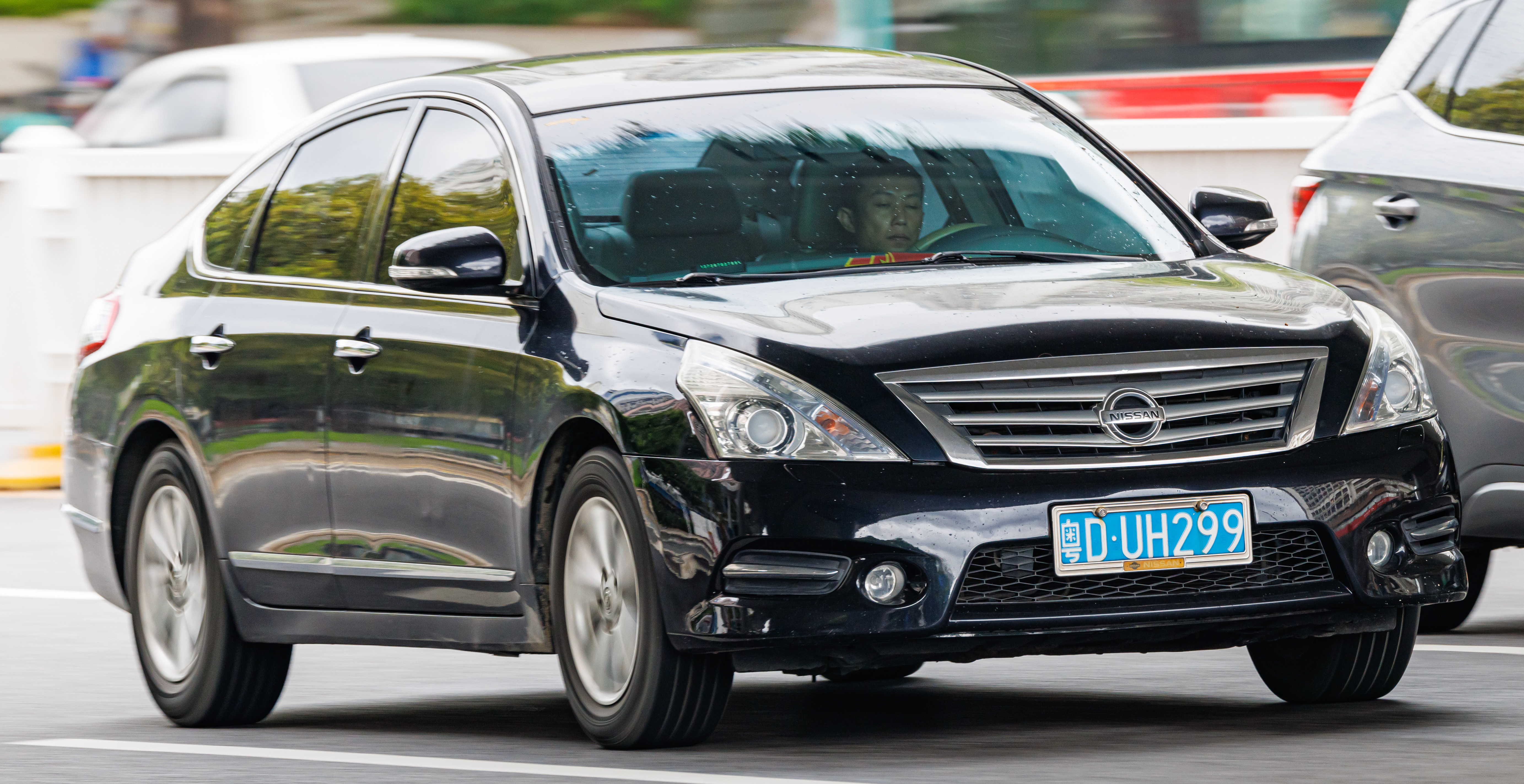
中国仕様 2011年改良型 フロント
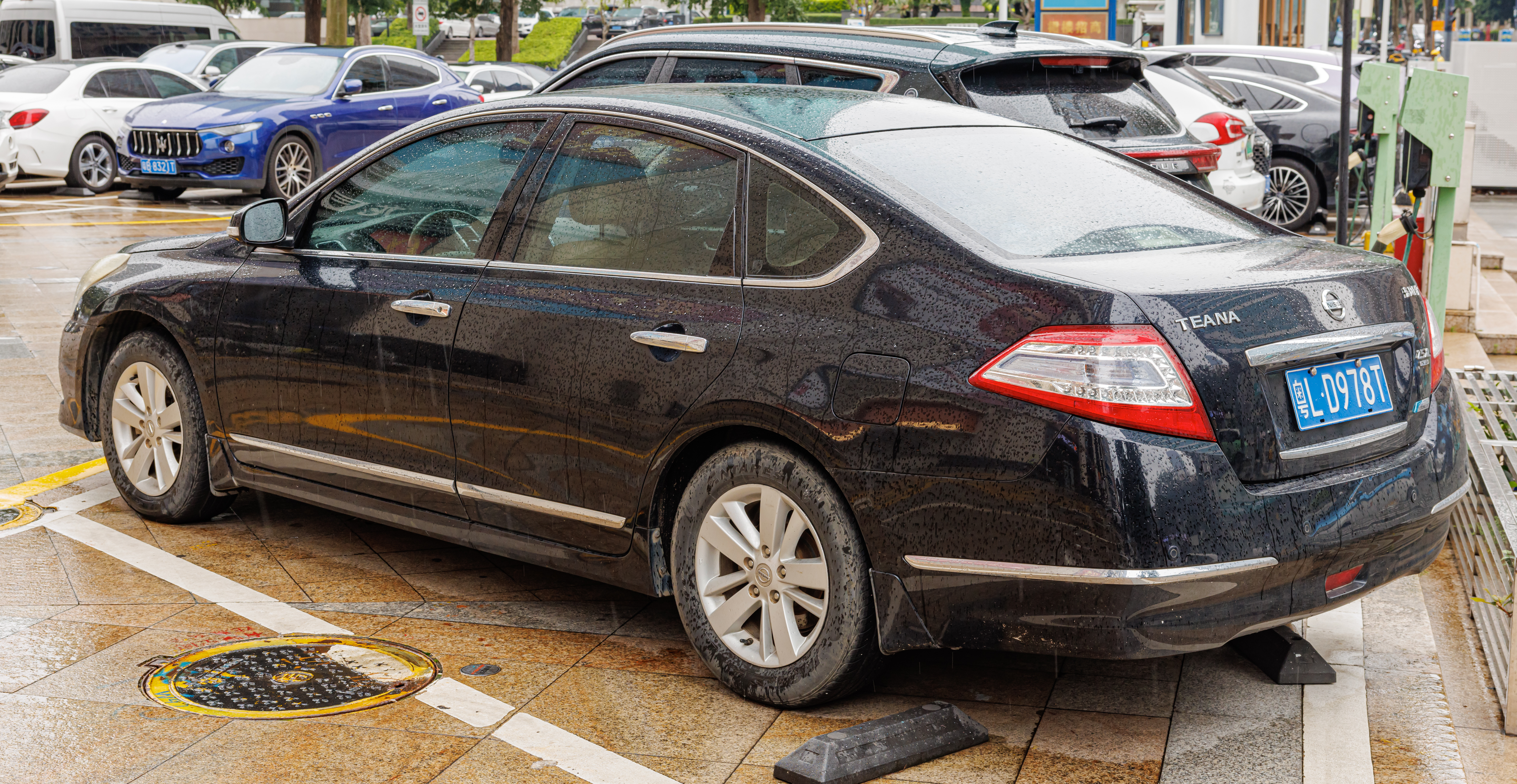
中国仕様 2011年改良型 リヤ
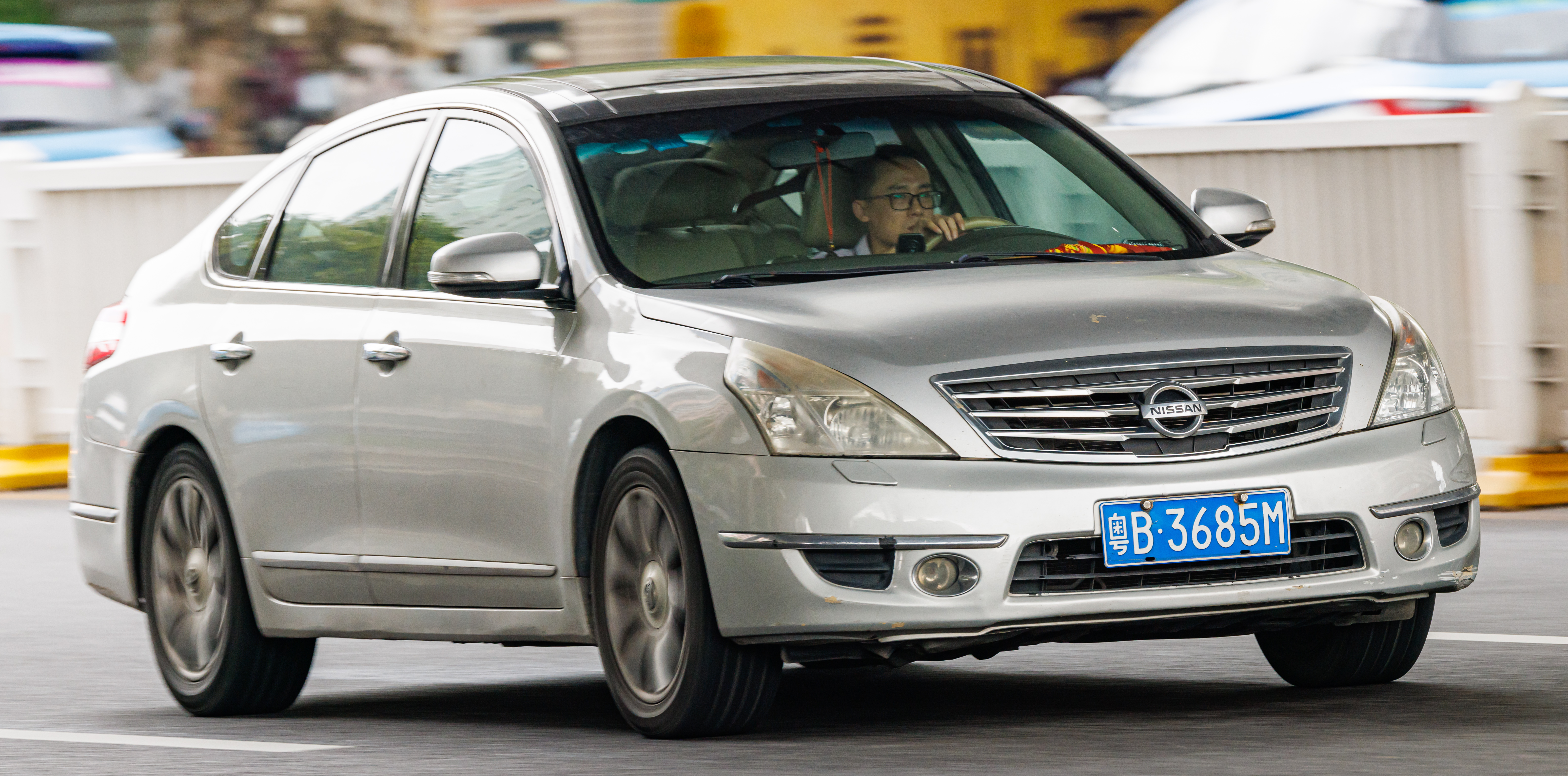
中国仕様　ティアナセドリック前期型
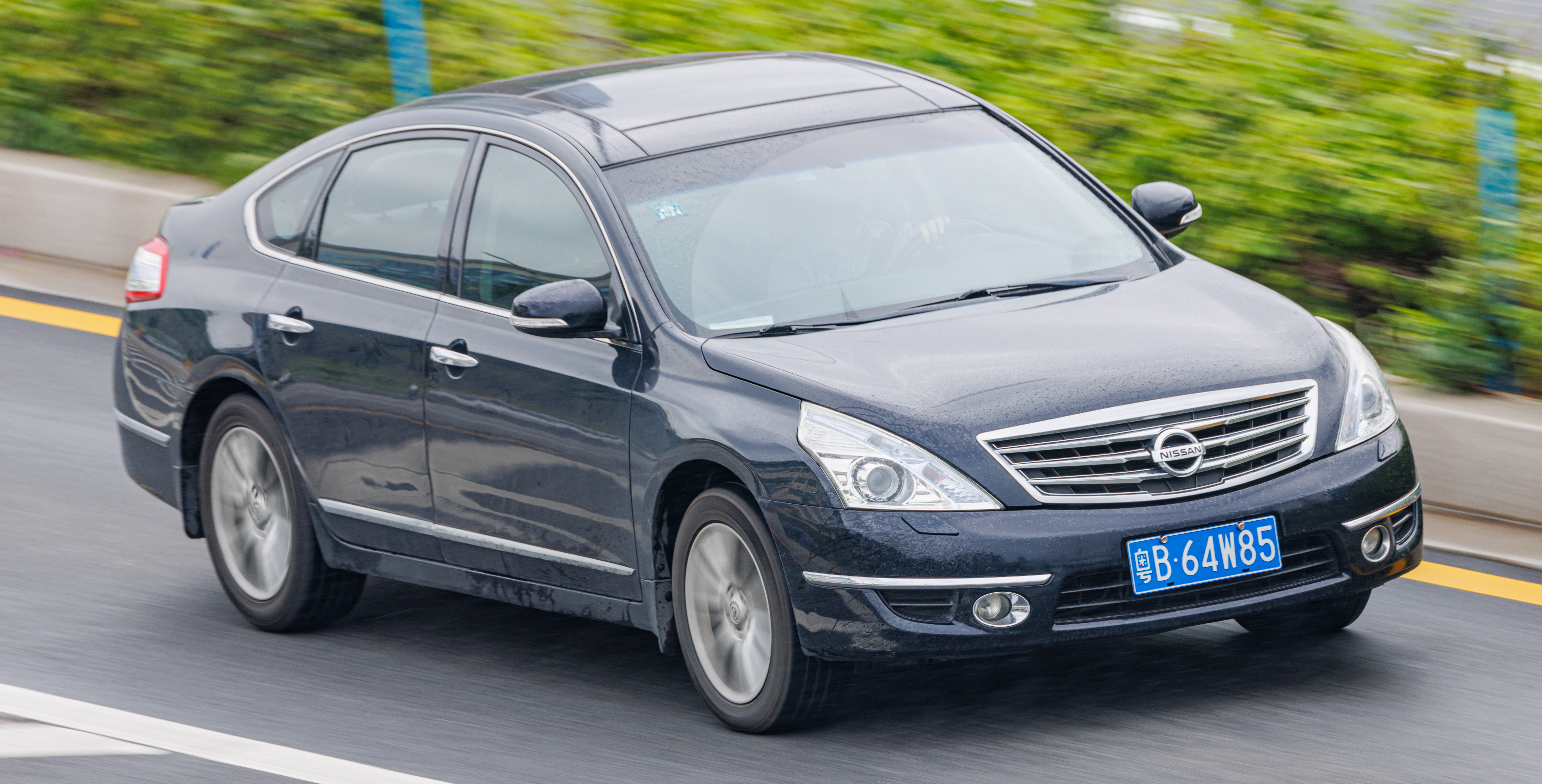
中国仕様　ティアナセドリック 2011年改良型
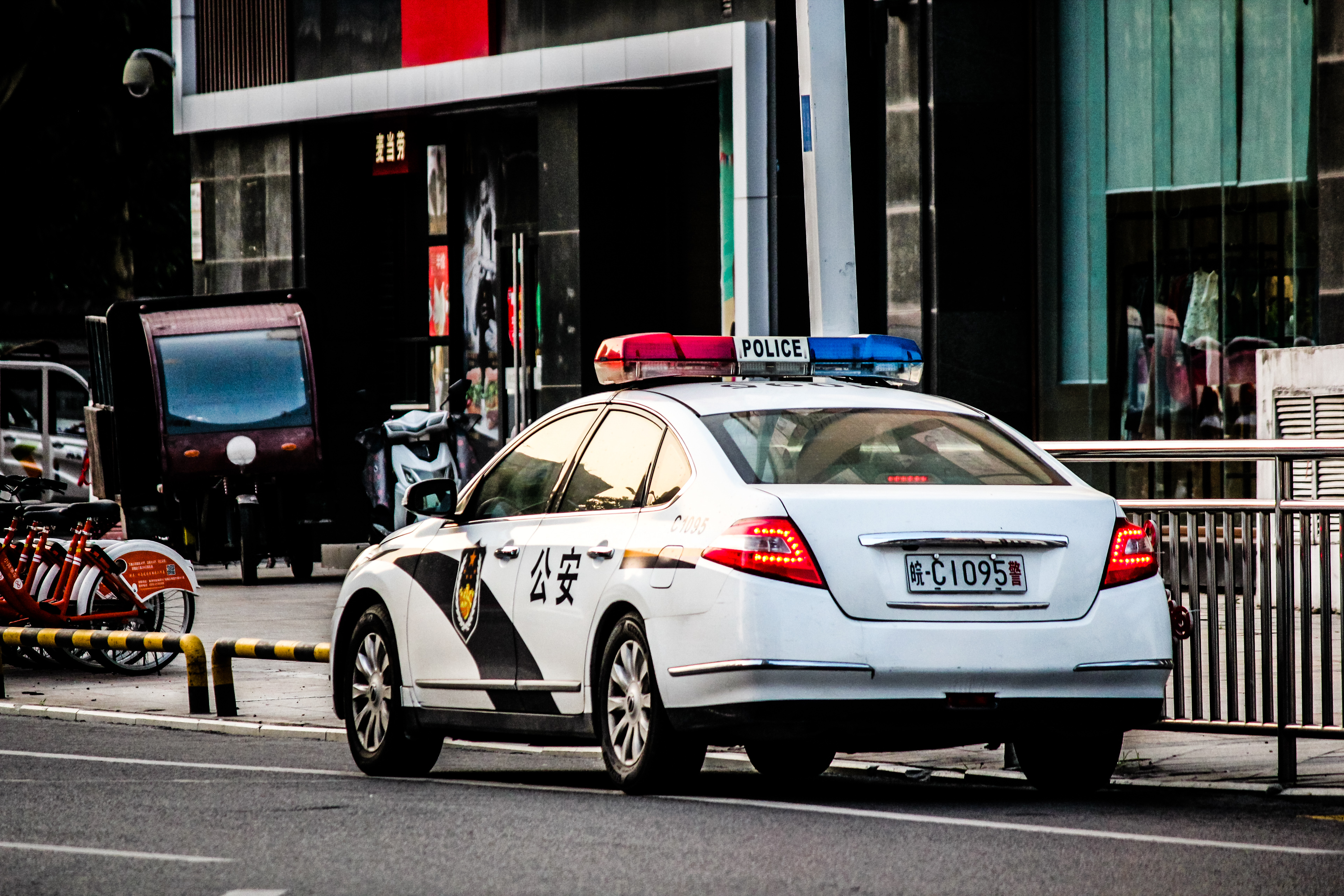
中国仕様 パトロールカー

## 3代目 L33型（2013年 - 2020年）
3代目は初代が掲げた「モダンリビング」、2代目が打ち出した「OMOTENASHI」という2つのコンセプトに一層の磨きをかけ、さらに思いのまま走ることのできる愉しさ、“走る快適性”を加えた。アルティマとは姉妹車で、細部のデザインが異なるもののボディを共有化することでコスト削減を図ると同時に、型式もアルティマと同じL33型に編入されている。新設計のリア・マルチリンク・サスペンションには世界初のコネクトブッシュを新採用し、高い操縦安定性を実現している。
トランスミッションは全車にエクストロニックCVTを採用。エンジンは、直列4気筒・2.5LのQR25DEのみを設定。従来型で設定されていたV型6気筒・VQエンジンや4輪駆動車は設定されていない。エンジンやCVTの改良によって加速性能と燃費性能を両立するとともに、オルタネーター回生制御や電動油圧パワーステアリングの採用などによって燃費を向上し、日本向けに関しては全車で平成27年度燃費基準を達成している。
日本向けのグレード体系は先代の2.5L車のグレード体系を踏襲して上から「XV」・「XL」・「XE」となり、ナビ・オーディオシステムは全車オーディオレスが標準となる。また、安全装備を強化し、MOD（移動物検知）機能付アラウンドビューモニター、LDW（車線逸脱警報）、BSW（後側方車両検知警報）を採用し、NissanConnect ナビゲーションシステム、クルーズコントロール、6スピーカー（「XE」のみ）とのセットオプションとして全車に設定した。その他のメーカーオプションはXEを除きサンルーフ（当車は「ガラスルーフ」と称される）がオプションで設定されている。2016年4月のグレード体系変更により、「XL」にセットオプションを標準装備した「XLナビAVMパッケージ」を追加。「XV」はセットオプションを標準装備化して「XVナビAVMパッケージ」に改名した。
中国仕様については、2013年11月より先代同様に内外装のクオリティを引き上げた上級仕様「天籁公爵（ティアナ・セドリック）」が設定される。エンジンは先代で設定されていたVQ35DEとVQ25DEが廃止され、代わって4気筒・2.5LのQR25DEのみの設定となった。今回はノーマル（全長：4,868mm）比でホイールベースが125mm、前後バンパーが計10mm延長され、全長が5,003mmとなっている。ホイールベース延長分はそのまま後席空間に充てられる。
初代から継承されてきた「6ライトウインドウ」は健在。姉妹車のアルティマとの相違点は、メッキ加飾が施された専用フロントグリル、専用コンビネーションライトなど。
ボディカラーには流れ落ちる滝のような力強さと神秘的な色をイメージした新色の「ウォーターフォールブルー」を含む6色を設定し、先代同様、全色にスクラッチシールドが採用されている。
インテリアは、初代からの「おもてなし」コンセプトを継承し、長時間走行時の疲労を最小化するスパイナルサポートシートを採用。後席トランクスルーは日本向けセダンとしてはA33セフィーロ以来の6:4分割可倒式が採用されているが、中国仕様のみが防犯性の都合からセンターアームレストスルーのみとなる。

### 年表
- 2013年
  - 2月26日 - 日産の中国における合弁パートナーである東風汽車有限公司とともに発表披露を行う[10][11]。製造は湖北省の襄陽工場にて行われる。
  - 3月18日 - 販売を開始[12]。
  - 10月21日 - タイでの生産・販売を発表。排気量は、中国仕様と同様で2.0 Lと2.5 Lの2種類を設定。
  - 11月8日 - 日本仕様の第43回東京モーターショーでの公開と、2013年度中の発売を発表。
  - 11月19日 - 主要装備などの仕様と2014年2月の発売を発表。
  - 11月 - 中国で同市場専売の「ティアナセドリック」の2代目を発表・発売開始。
- 2014年1月20日 - 日本での発売を正式発表（発売は同年2月5日）[13]。
- 2015年
  - 2月10日 - 日本で一部改良（発売は同年2月19日）[14]。フロントグリルの一部をピアノブラック調に変更したほか、「XL」と「XV」にはフロントカメラで前方車両や歩行者を検知し、衝突の危険があるとシステムが判断した場合にメーター内の警告灯とブザーでドライバーに衝突回避操作を促し、万一ドライバーが安全に減速できない時には緊急ブレーキを作動して衝突回避あるいは衝突時の被害や傷害の軽減を図るエマージェンシーブレーキ（衝突被害軽減ブレーキ）とフロントとリアに装備したソナーで障害物と自車の距離を検知し、約15km/h未満の低速度での前進・後退時に壁などの障害物があるのにもかかわらずアクセルペダルを強く踏んでしまった時やブレーキ操作などが遅れて壁などの障害物に接近した時に急加速しないようにエンジン出力やブレーキを自動制御することで衝突回避や衝突時の被害軽減を図る踏み間違い衝突防止アシストを新たに標準装備した。
  - 12月17日 - 日本で一部改良（発売は2016年1月6日）[15]。既に「XL」と「XV」に標準装備されているエマージェンシーブレーキと踏み間違い衝突防止アシストを廉価グレードの「XE」にも標準装備し、全車標準装備化した。
- 2016年
  - 4月4日 - グレード見直し及び追加[16]。
  - 7月28日 - 中国仕様がマイナーチェンジ（ティアナ/ティアナセドリックとも）。北米仕様であるアルティマ同様、フロントに「Vモーション」を採り入れたことで、大幅にデザインが変わった。
- 2018年12月18日 - 中国仕様がフルモデルチェンジし「アルティマ」に改名したため、同市場からティアナの名称が消滅。但し、アルティマの中国語名は「天籁」を踏襲する。
- 2019年12月末 - 日本仕様の生産終了[17]。在庫のみの販売となる。
- 2020年7月 - 日本仕様の販売を終了。これにより日本国内における同社の大型クラスの前輪駆動ベースのセダンが消滅した。なお、L33型ティアナの販売終了後は、既存の同社の大型クラスの後輪駆動ベースのセダンであるV37型スカイラインが間接的な代替車種となる。

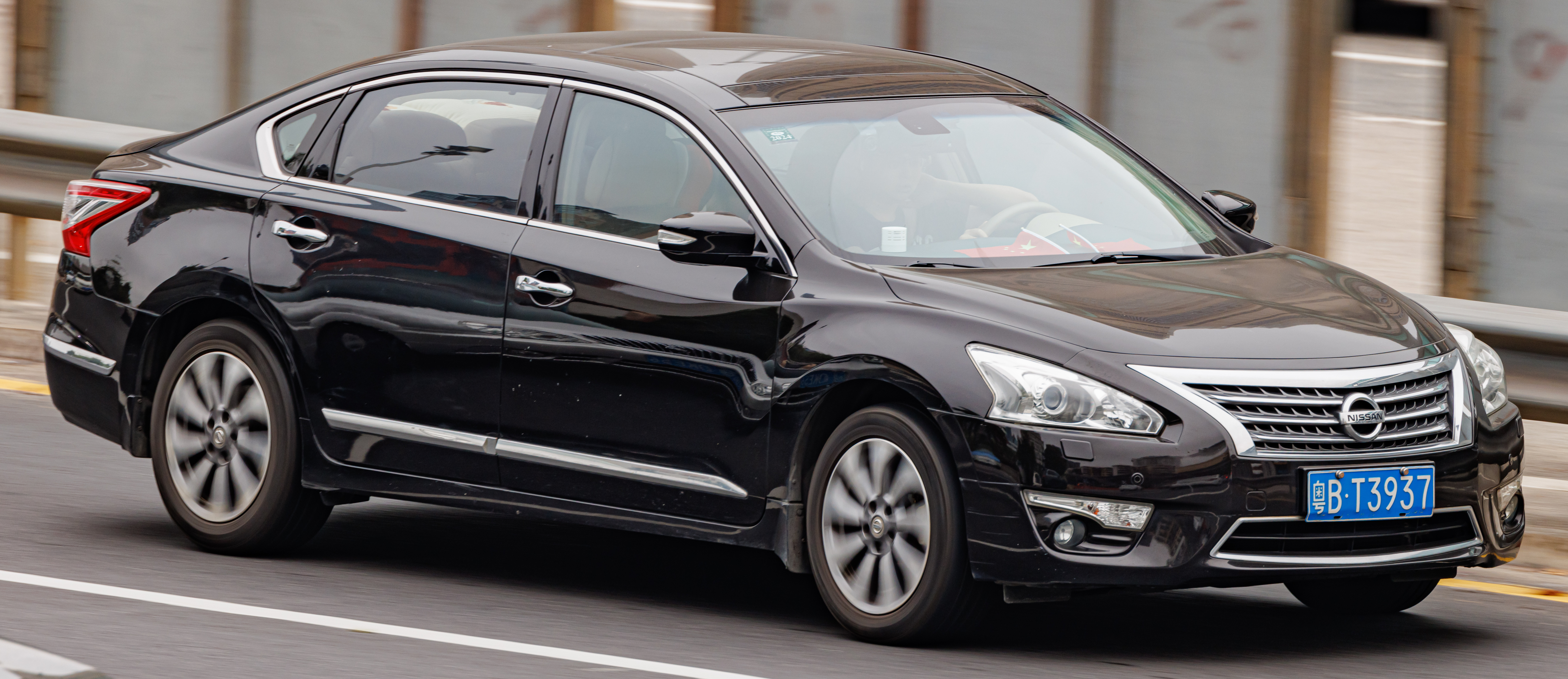
中国仕様　ティアナセドリック 2013年11月販売型
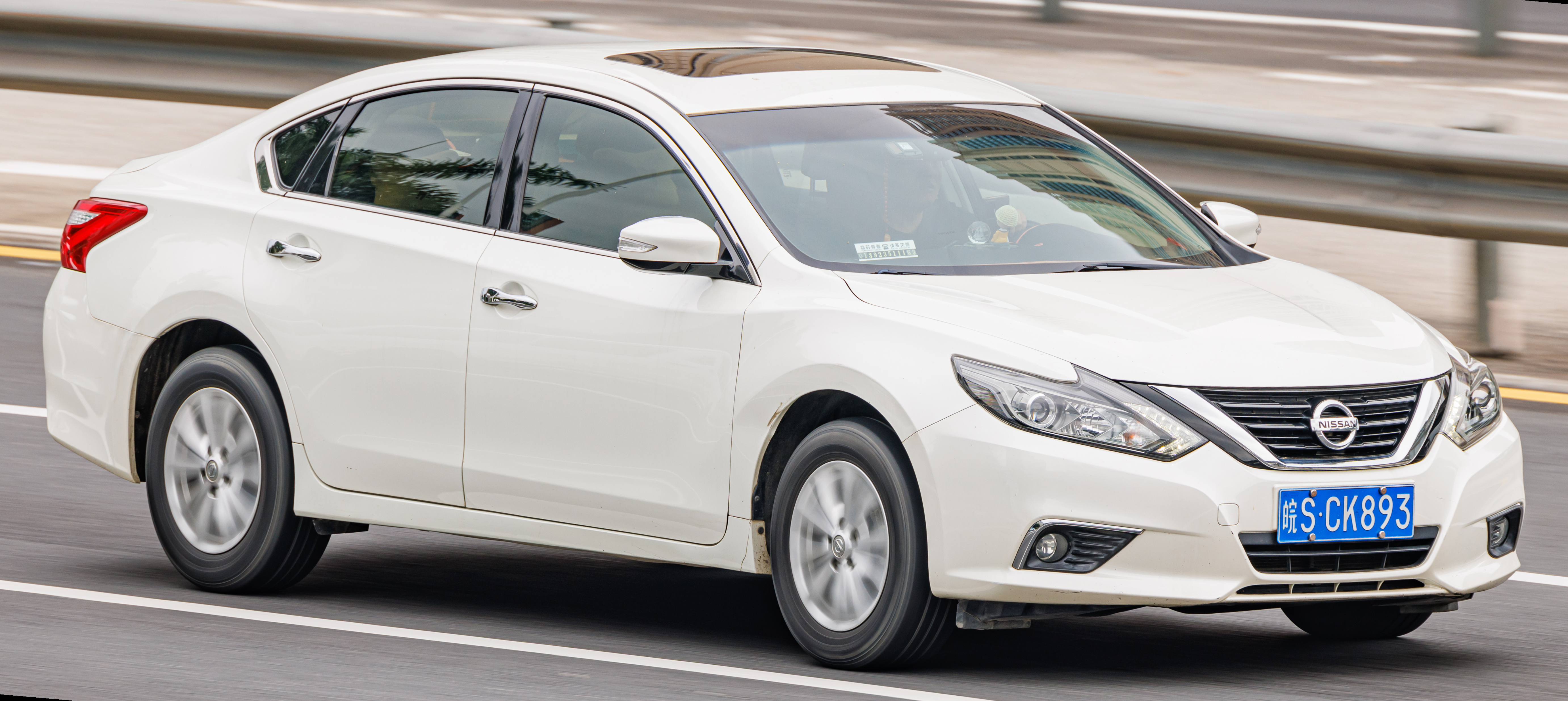
中国仕様　2016年7月改良型

## 車名の由来
「ティアナ」はネイティブ・アメリカンの言葉で「夜明け」を意味する。また、中国仕様車の漢字表記である「天籟」は「大自然の息吹」、「天からの声」を表す。
中国市場専売のロングホイールベース版に付くサブネーム「セドリック」は同社が販売していた同名の高級車に因む。